# فرودگاه ایدک
فرودگاه ایدک (به انگلیسی: Adak Airport) یک فرودگاه همگانی بهره‌برداری هوایی با کد یاتا ADK است که یک باند فرود آسفالت دارد و طول باند آن ۲۳۷۴ متر است. این فرودگاه در شهر آداک، آلاسکا کشور ایالات متحده آمریکا قرار دارد و در ارتفاع ۵ متری از سطح دریا واقع شده‌است.